# 伊萬基夫齊 (季夫里夫區)
48°57′35″N 28°23′4″E / 48.95972°N 28.38444°E
伊萬基夫齊（烏克蘭語：Іванківці）是位於烏克蘭西南部文尼察州裏文尼察區的村莊，始建於1710年，面積2平方公里，海拔高度314米，人口410，人口密度每平方公里245人。